# هارتلی سایر
هارتلی سایر (انگلیسی: Hartley Sawyer؛ زادهٔ ۲۵ ژانویهٔ ۱۹۸۵) هنرپیشه اهل ایالات متحده آمریکا است. وی از سال ۲۰۰۶ میلادی تاکنون مشغول فعالیت بوده‌است.
از فیلم‌ها یا برنامه‌های تلویزیونی که وی در آن نقش داشته‌است می‌توان به فلش اشاره کرد.